# 神田下水
座標: 北緯35度41分30.5秒 東経139度46分12.2秒 / 北緯35.691806度 東経139.770056度
神田下水（かんだげすい）は、明治時代の東京府下（現在の東京都千代田区）において、初めて整備された近代下水道網（日本初の近代的下水網の構築という点では横浜市が先行）。東京都指定史跡に指定、また土木学会により2013年度土木学会選奨土木遺産にも選奨されている。

## 概要
江戸時代末期から明治時代初頭に断続的に発生したコレラの大流行は、東京府下でもその都度数千人規模の死者を出す猛威をふるった（詳細はコレラ#名称を参照）。このため1883年（明治16年）、明治政府は東京府に対して下水道網の整備を指示（水道溝渠等改良ノ儀）。1884年（明治17年）より神田駅西口周辺において総延長614メートルの下水道網が整備された。整備に当たっては、お雇い外国人であるヨハニス・デ・レーケが指導を行っている。
当時作られたレンガ造りの暗渠は現在も一部が機能しており、1994年（平成6年）3月22日に東京都の史跡に指定された。原則非公開であるが、東京都千代田区内神田には、ステンレス製の碑（案内板に近い）が存在する。